# Ritorno (film 1940)
Ritorno, sottotitolato Melodie di sogno, è un film del 1940, diretto da Géza von Bolváry. Versione italiana del tedesco Traummusik, con parte degli attori diversi, scene rigirate e ulteriori contributi tecnici, fotografici e scenografici.
La pellicola, una produzione italo-tedesca, è stata girata a Berlino. In Italia ottiene il visto censura n. 31101 il 2 ottobre 1940.

## Trama
Due allievi di conservatorio si innamorano: la donna è una esuberante cantante; l'uomo è un serioso musicista sinfonico. I protagonisti, inseguendo le rispettive passioni, si trovano di fronte a situazioni differenti: lei, diventa subito illustre; l'uomo inizialmente non risuote successo ma riuscirà in un secondo momento ad affermarsi grazie all'amore e al supporto di lei.